# Voleybol 2. Ligi 2013-2014 (femminile)
La Voleybol 2. Ligi 2013-2014 si è svolta dal 2013 al 2014: al torneo hanno partecipato ventidue squadre di club turche e la vittoria finale è andata per la prima volta all'İdman Ocağı.

## Regolamento

### Formula
È prevista una regular season in cui le ventidue formazioni iscritte al torneo gareggiano in due gironi da dodici squadre ciascuno, disputando gare di andata e ritorno per un totale di ventidue incontri:
- Le ultime due classificate di ciascun girone retrocedono direttamente in Voleybol 3. Ligi;
- Le prime quattro classificate dei due gironi accedono alle semifinali dei play-off promozione, dove vengono nuovamente divise in due gruppi, questa volta da quattro squadre ciascuno, disputando un round-robin;
- Le prime due classificate alle semifinali dei play-off promozione accedono alla finale dei play-off promozione, che le vede protagoniste di un nuovo round-robin, concluso il quale le prime due classificate sono promosse in Voleybol 1. Ligi.

## Torneo

### Regular season

#### Girone A - Classifica
| Pos. | Squadra              | Pt | G  | V  | P  | SV | SP | Ratio | PF | PS | Ratio |
| ---- | -------------------- | -- | -- | -- | -- | -- | -- | ----- | -- | -- | ----- |
| 1.   | Nilüfer              | 44 | 18 | 16 | 2  | 51 | 21 | 2.428 |    |    |       |
| 2.   | Seramiksan           | 37 | 18 | 13 | 5  | 44 | 27 | 1.629 |    |    |       |
| 3.   | Salihli              | 37 | 18 | 11 | 7  | 45 | 28 | 1.607 |    |    |       |
| 4.   | Rota Koleji          | 32 | 18 | 10 | 8  | 39 | 28 | 1.392 |    |    |       |
| 5.   | Karşıyaka            | 31 | 18 | 12 | 6  | 43 | 32 | 1.343 |    |    |       |
| 6.   | Balıkesir BB         | 30 | 18 | 10 | 8  | 36 | 31 | 1.161 |    |    |       |
| 7.   | Arkas                | 30 | 18 | 9  | 9  | 40 | 34 | 1.176 |    |    |       |
| 8.   | Karşıyaka Voleybol   | 21 | 18 | 7  | 11 | 27 | 36 | 0.750 |    |    |       |
| 9.   | Işıkkent             | 7  | 18 | 2  | 16 | 11 | 48 | 0.229 |    |    |       |
| 10.  | Anadolu Üniversitesi | 1  | 18 | 0  | 18 | 3  | 54 | 0.055 |    |    |       |

| Qualificate ai play-off promozione |

#### Girone B - Classifica
| Pos. | Squadra           | Pt | G  | V  | P  | SV | SP | Ratio | PF | PS | Ratio |
| ---- | ----------------- | -- | -- | -- | -- | -- | -- | ----- | -- | -- | ----- |
| 1.   | İdman Ocağı       | 61 | 22 | 21 | 1  | 65 | 11 | 5.909 |    |    |       |
| 2.   | Karayolları       | 60 | 22 | 21 | 1  | 63 | 14 | 4.500 |    |    |       |
| 3.   | Ataşehir          | 52 | 22 | 17 | 5  | 55 | 23 | 2.391 |    |    |       |
| 4.   | Pursaklar         | 41 | 22 | 13 | 9  | 48 | 33 | 1.454 |    |    |       |
| 5.   | Maltepe           | 39 | 22 | 14 | 8  | 44 | 36 | 1.222 |    |    |       |
| 6.   | Ankaragücü        | 32 | 22 | 11 | 11 | 42 | 45 | 0.933 |    |    |       |
| 7.   | Bolu              | 29 | 22 | 10 | 12 | 37 | 42 | 0.881 |    |    |       |
| 8.   | Bartın Polis Gücü | 29 | 22 | 9  | 13 | 38 | 41 | 0.926 |    |    |       |
| 9.   | Kazan             | 23 | 22 | 7  | 15 | 33 | 51 | 0.647 |    |    |       |
| 10.  | Çankaya           | 19 | 22 | 6  | 16 | 27 | 53 | 0.509 |    |    |       |
| 11.  | Mersin Pamuk      | 9  | 22 | 3  | 19 | 17 | 62 | 0.274 |    |    |       |
| 12.  | TVF Spor Lisesi   | 2  | 22 | 0  | 22 | 8  | 66 | 0.121 |    |    |       |

| Qualificate ai play-off promozione | Retrocesse in Voleybol 3. Ligi |

### Play-off promozione

#### Semifinali

##### Girone A - Classifica
| Pos. | Squadra     | Pt | G | V | P | SV | SP | Ratio | PF | PS | Ratio |
| ---- | ----------- | -- | - | - | - | -- | -- | ----- | -- | -- | ----- |
| 1.   | Nilüfer     | 6  | 3 | 2 | 1 | 8  | 5  |       |    |    |       |
| 2.   | Ataşehir    | 6  | 3 | 2 | 1 | 8  | 6  |       |    |    |       |
| 3.   | Karayolları | 3  | 3 | 1 | 2 | 6  | 3  |       |    |    |       |
| 4.   | Rota Koleji | 3  | 3 | 1 | 2 | 8  | 3  |       |    |    |       |

| Qualificate in finale ai play-off promozione |

##### Girone B - Classifica
| Pos. | Squadra     | Pt | G | V | P | SV | SP | Ratio | PF | PS | Ratio |
| ---- | ----------- | -- | - | - | - | -- | -- | ----- | -- | -- | ----- |
| 1.   | İdman Ocağı | 8  | 3 | 3 | 0 | 9  | 4  |       |    |    |       |
| 2.   | Seramiksan  | 7  | 3 | 2 | 1 | 8  | 4  |       |    |    |       |
| 3.   | Salihli     | 3  | 3 | 1 | 2 | 4  | 6  |       |    |    |       |
| 4.   | Pursaklar   | 0  | 3 | 0 | 3 | 2  | 9  |       |    |    |       |

| Qualificate in finale ai play-off promozione |

#### Finale

##### Classifica
| Pos. | Squadra     | Pt | G | V | P | SV | SP | Ratio | PF | PS | Ratio |
| ---- | ----------- | -- | - | - | - | -- | -- | ----- | -- | -- | ----- |
| 1.   | İdman Ocağı | 6  | 3 | 2 | 1 | 8  | 6  |       |    |    |       |
| 2.   | Nilüfer     | 5  | 3 | 2 | 1 | 7  | 5  |       |    |    |       |
| 3.   | Seramiksan  | 4  | 3 | 1 | 2 | 5  | 7  |       |    |    |       |
| 4.   | Ataşehir    | 3  | 3 | 1 | 2 | 6  | 8  |       |    |    |       |

| Promosse in Voleybol 1. Ligi |